# Songa (Burkina Faso)
Pour les articles homonymes, voir Songa.
Songa est une localité située dans le département de Rambo de la province du Yatenga dans la région Nord au Burkina Faso.

## Santé et éducation
Le centre de soins le plus proche de Songa est le centre de santé et de promotion sociale (CSPS) de Rambo tandis que le centre médical avec antenne chirurgicale (CMA) se trouve à Séguénéga.